# 福田正博
福田 正博（ふくだ まさひろ、1966年12月27日 - ）は、神奈川県横浜市緑区出身の元プロサッカー選手、サッカー解説者。現役時代のポジションはフォワード、ミッドフィールダー。元日本代表。
Jリーグ開幕前の1989年から引退する2002年まで浦和レッズ（三菱自動車サッカー部）の象徴的存在として活躍し、サポーターには「ミスター・レッズ」「大将」と呼ばれた。

## 経歴

### 学生時代
神奈川県横浜市緑区で生まれる。子供の頃は野球少年だったが小学5年の時に横浜市から藤沢市に転居し、転校先の小学校でサッカーと出会う。小学校の担任の義兄が読売サッカークラブのコーチを務めていた橋本章也という人物で、福田は橋本からサッカー技術を学んでいった。
中学進学の際には橋本から読売クラブのJrユースチームへの勧誘を受けたが、これを固辞し地元の大庭中学校へ進学。2年次の1981年には関東予選を突破して全国中学校サッカー大会に出場した。神奈川県下では名の知れた選手となっていた福田は、高校進学の際には当初は地元の神奈川県立藤沢西高等学校を志望していたが、確実に全国大会へ出場できる高校を志望し、相模工業大学附属高校へ進学することになった。
相工大付属高校では1年次の春からレギュラーへ抜擢され、2年次には関東大会でベスト4進出を果たし優秀選手にも選ばれた。しかしながら県予選を突破して全国大会へ出場することは叶わず、2年次の全国高等学校サッカー選手権大会決勝では神奈川県立鎌倉高等学校に、3年次の決勝では藤沢西高等学校に敗れ去った。
高校生活で最も脚光を浴びたのが、3年次の国民体育大会であった。神奈川県選抜のセンターフォワードとして6得点を挙げる活躍で決勝進出に導き、決勝では静岡県選抜を下し初優勝に貢献した。
1985年に中央大学経済学部へ進学しサッカー部へ入部。1年次からレギュラーとなり秋の関東大学サッカーリーグ戦ではリーグ戦4位に新人王を獲得する活躍を見せた。この活躍により、それまで各年代の代表チームへ招集される機会のなかった福田は翌1986年に日本B代表に選ばれ、南米遠征に参加した。1987年にはユニバーシアード代表候補に選ばれるも最終選考で落選、1988年には日本B代表としてアジアカップの代表メンバーに選出されたが、試合での出場機会は与えられなかった。
また、所属する中央大学では3年次のリーグ戦でアシスト王を受賞、4年次には主将を務めたものの、当時のサッカー部や選手を取り巻く環境は劣悪で、サッカーだけに専念できる状況で無く不本意なものだったという。福田は当時を振り返って「1人の人間としては有意義だったが、サッカー選手としてはマイナスの時期だった」と語っている。
卒業後の進路については日本サッカーリーグに所属する6チームから勧誘を受け、古河電気工業サッカー部と三菱重工業サッカー部に絞った。1980年代後半の日本サッカー界ではプロ契約を結べるようになっており、大学サッカー界の有力選手はプロ志向の強いチームへ入団する傾向にあったが、福田は大学時代の成績から「サッカーで生活する」ことは考えられず終身雇用を希望し、アマチュア志向の強い三菱重工へ入社することになった。また、三菱は前年まで連続で3位になっており、1部残留を確実と考えた事と、ドイツへの1ヶ月の留学をさせてくれる条件があった事が決め手となった。

### 現役時代
1989年、日本サッカーリーグ2部の三菱重工業サッカー部（後に三菱自動車工業へ移管）に加入。ところが1部残留を前提に三菱重工を選択したにも関わらず、三菱はこのシーズンから2部へ降格しており、予定されていたブンデスリーガのクラブへの留学も取りやめとなっていた。エースの原博実が肝炎により戦線を離脱すると斉藤和夫監督により開幕からレギュラーに抜擢。ルーキーながら36得点という圧倒的な力を見せ得点王に輝き、三菱重工を1年で1部に復帰させる原動力となった。
1990年、日本代表に初選出。同年7月27日のダイナスティカップの韓国戦で代表デビューを飾るとレギュラーへ定着し（後述）、同年9月のアジア競技大会にも出場した。しかし、代表では右ウイングバックという本来とは違うポジションを与えられ得点よりも守備に忙殺されていた。このため福田自身はウイングバックへの起用に不満を抱き代表辞退も考えていた。
1991年、関係者の慰留もあって代表辞退を撤回。同年5月のキリンカップでは最終戦のトッテナム・ホットスパー戦にて、北澤豪の決勝点をアシストする活躍などで初優勝に貢献した。また同年には所属する三菱のプロリーグ参加が決定したこともあってプロ契約を結んでいる。
1992年、ハンス・オフトが監督に就任。5月のキリンカップでは代表に選出されたが、2試合連続で控え選手にも選ばれず不満が募り、オフトに猛抗議をおこなった。この一件で代表から外されることも覚悟していた福田だったが、6月のオランダ遠征でも引き続き招集を受け攻撃的MFのポジションを獲得。この遠征でオフトの信頼を受けると8月のダイナスティカップや11月のAFCアジアカップ優勝に貢献し、オフト率いる代表チームにおいて欠くことのできない選手の一人となっていった。
同年には所属する三菱がプロリーグ設立に伴い浦和レッドダイヤモンズと改称。森孝慈監督の下で攻撃的サッカーへの転換を図ったチームの中でもエースとして牽引。エスクデロ、柱谷幸一、福田で構成される3トップでナビスコカップ5位、天皇杯ベスト4進出に貢献した。
1993年、Jリーグ開幕。サッカー専門誌では前年の好成績もあって浦和の評価は高かったが、成績は低迷しサントリーシリーズ、NICOSシリーズ共に最下位に終わった。福田自身も代表チームへの招集やプロとしての重圧に苦しみ精彩を欠くことが多かった。代表では1994 FIFAワールドカップ1次予選ではレギュラーとして活躍したものの、最終予選では調子を落とし第2戦のイラン戦後はスタメンから外れ、最終戦のイラク戦（いわゆるドーハの悲劇）は途中交代での出場であった。
1994年、浦和では前年同様に成績が低迷。福田はサントリーシリーズ（1stステージ）のベルマーレ平塚戦で1試合4得点の活躍があったものの、スポーツヘルニアに苦しみ長期離脱。ミヒャエル・ルンメニゲの紹介で菊原志郎と共にドイツに渡って治療を受けた。代表ではオフトに代わってブラジルのパウロ・ロベルト・ファルカンが監督に就任したが怪我の影響もあって招集されることはなかった。シーズンオフには福田の去就が報じられ、自身も移籍を直訴したが最終的に残留を決断した。
1995年、ホルガー・オジェックが監督に就任すると福田はそれまでの鬱憤を晴らすかのように実力を発揮。MFのウーベ・バインとのコンビネーションで得点を重ねるなど、日本人選手初のJリーグ得点王となり、チームもサントリーシリーズでは優勝争いに絡むなど3位と成績を向上させる原動力となった。シーズン終了後にはJリーグベストイレブンにも選ばれた。日本代表へも復帰を果たし、2月のダイナスティカップや6月にイングランドで開催されたアンブロ・カップに出場。8月に行われたブラジルとの親善試合では前年のワールドカップ優勝国を相手に得点を記録している。また、同年12月8日にはアジアサッカー連盟の月間最優秀選手に選出されている。
1996年、この時期から福田のサッカー人生は怪我との戦いとなった。1996年シーズン開幕直前に負傷すると8月には練習中に左足首を骨折しリーグ戦4試合の出場に終わった。1997年は左足首手術の際に埋め込まれたプレートの影響による痛みに終始苦しめられたものの、29試合で21得点を記録した。1996年にはオジェック監督とバイン、1997年10月にはギド・ブッフバルトといった功労者がチームを去っていったが、エースとしてチームを牽引した。1998年には痛みの原因となっていた左足首のプレートを除去したが、左足付け根の肉離れが再発しリハビリと復帰を繰り返した。
1999年、シーズン途中に原博実監督が成績不振により解任されると、後任のア・デモス監督との確執もあって、メンバーが外や、控えに回ることが多くなった。チーム内の最多得点者であったが、残留をかけて90分以内での勝利が絶体に必要であった、リーグ最終節のサンフレッチェ広島戦でもベンチスタートとなるなど(この試合で後半36分から出場し、延長戦に入ってVゴールを決めた。)、チームも2部へと降格した。2000年に入っても福田のコンディションは上がらず、ポーランドからアンジェイ・クビツァが加入した事もあって12試合の出場に留まった。2001年、チームも外国人選手、スタッフも従来のヨーロッパ路線からブラジル路線へと転換を図っていたが福田は出場機会を与えられることは少なく14試合出場に留まった。
2002年、日本代表時代に指導を受けたハンス・オフトが監督に就任。「最後のシーズンのつもりで戦う」決意で挑んだシーズンはオフトの下で様々なポジションで適性を試され、拘り続けたストライカーではなく中盤に下がり右サイドハーフを務めるようになり、2ndステージに入ると守備的MFへとポジションを移した。2ndステージでは開幕から9試合負けなし（8勝1分）を成し遂げ首位に立つなど優勝争いに加わり、同年のナビスコカップでは準優勝に貢献した。
2002年シーズンを最後に、クラブから戦力外通告を受け、レッズ以外でプレーするのは想像できないとして、日本代表時代の同僚であった井原正巳と共に現役を引退した。翌2003年6月15日には埼玉スタジアム2002で、Jリーグ史上最多となる5万人以上の観衆を集めて引退試合が行われた。2020年現在もこの記録は破られていない。福田引退関連グッズだけで、1億円以上の売上を記録したといわれる。

## 引退後
引退後は、サッカーの普及活動に協力する日本サッカー協会のJFAアンバサダーに就任した（2003年 - 2008年）。サッカー解説者としても、TBS、ニッポン放送のスポーツ番組などにたびたび出演している。また、2004年4月にはじまったニュースショー『報道ステーション』（テレビ朝日）と、TBS『スーパーサッカー』（準レギュラー）では、サッカーコメンテーターを務めた。
2008年シーズンから浦和へコーチとして復帰
。2009年から監督に就任したフォルカー・フィンケの下でもコーチを務めていたが、契約満了に伴い2010年シーズン限りで浦和を退団する事になった。
その後はソル・スポーツマネージメントと契約し、サッカー解説者として活動。

## プレースタイル
柔らかいボールタッチとスピードに乗ったドリブル突破からのチャンスメイク。瞬間的なスピードを生かしてディフェンスラインの裏に飛び込み自ら得点を決めることができる。20代後半の福田のプレーは鹿島時代のジーコをして「日本最高のプレーヤー」と言わしめ、「ドーハの悲劇」世代の日本代表選手の中では、三浦知良（カズ）に勝る能力の持ち主ともいわれた。
前述のようにスピードに乗ったドリブル突破を生かし、左右両サイドのウイング（もしくはサイドハーフ）としてプレーができることから「日本最高のウイングプレーヤー」との評価もあった が、福田自身はサイドよりも中央で持ち味が生きるという自負があり、起用法を巡って監督や指導者と対立することも辞さなかったという。
現役時代、多くの得点をPKで稼いだ事から、「PK職人」とも呼ばれた。リーグ戦通算PK得点「26得点」は遠藤保仁に次ぐJ1歴代2位である。1995年のＪリーグ初の日本人得点王となった年も、総得点32得点のうちの14得点をPKで決めている。ペナルティーエリア内で切返しやドリブルを仕掛ける事も多かったため、自分がファウルされて得たPKも多かった。

## エピソード
- 日本代表に初めて選出した横山兼三は俊足のフォワードをウイングバックに起用する方針を採っており、福田はそういった選手の中で比較的成功したうちの一人である。後にオフトの下では攻撃的ミッドフィルダー、それ以降は主にフォワードとしてプレーした。
- Jリーグ発足初年度の1993年6月9日のカシマスタジアムでの鹿島アントラーズ戦でJリーグでの自身初ゴールとなる先制点を決めたが、GK土田尚史以外の全選手が福田に集まってベンチ前で祝福している間にプレーが再開され、わずか8秒で相手FWの黒崎比差支に同点ゴールを許した。このことは浦和の低迷を象徴する出来事として、現在もテレビ番組などで紹介されることがある。これ以降、各チームはゴールを祝福する時にディフェンス陣は参加しない、祝福の時間が短くなったと言われている。なお、ルールではキックオフは全ての選手が自陣にいる状態で行うことになっているので、敵陣のエリアで祝福していれば、遅延行為で警告を受ける可能性はあるにしろプレーが再開されることは絶対にない。ただし、この時は浦和のベンチが自陣側にありプレー再開がルール上可能になっていたため、そのルールを知っていたジーコがプレー再開を指示し得点に至っている。福田自身はそのルールを「その時に初めて認識した」と後に語った[24]。
- 1994年6月4日平塚競技場で行われたベルマーレ平塚戦にて1試合4得点を奪って自身初のハットトリックを達成。1試合4得点は翌年5月にベルマーレ平塚の野口幸司が5得点を挙げるまで当時のJリーグ新記録であった。
- 1995年8月9日国立競技場で行われたブラジル代表戦（1-5）で決めた得点は、国際Aマッチでのブラジル相手の日本人初ゴールである。
- 浦和がJ2降格の危機に立った1999年シーズンの最終節、対サンフレッチェ広島戦では後半から途中出場し、延長戦でVゴールを決めた。しかし福田は表情ひとつ変えず、池田学がVゴールを喜んで抱きついてきたのも振り払い、その様子はテレビ中継でも伝えられた。福田を含む浦和の選手は延長戦に入った時点で浦和のJ1残留の可能性が消滅したことを知り、その状況でプレイを続けていたのである。池田本人によると、ルーキーであった自分にはチームの降格が知らされなかった（池田学の項を参照）との事だが、2016年2月放送の「FOOT×BRAIN」内で当時を振り返った福田は「分かっていなかったのは池田だけ。この戦いが何なのか分かっていないような選手がピッチに立っていたと言う事が、この時の（レッズの）レベルだった」と切り捨てた。今日でもそのVゴールは世界で一番悲しいVゴールと呼ばれることがある。福田自身もこのゴールを「涙のVゴール」と語り 、現役引退時の記者会見でも一番印象に残ったシーンにこのゴールを挙げている[25]。なお、このエピソードについては1999年J1最終節の項目も参照。
- 現役最終年である2002年シーズン2ndステージ、対名古屋グランパスエイト戦での得点が、リーグ戦における現役最後のゴールとなった。試合は2-1で浦和が勝利し、ヒーローインタビューを受けた福田は「負けられないよ」と言う所を「負けないよ」と言い間違い、スタジアムを沸かせた。しかし皮肉にもこの試合で首位に立った浦和は以後のリーグ戦に全敗し優勝争いから脱落。決勝まで進んでいたナビスコ杯でも鹿島アントラーズに敗れ、天皇杯も初戦敗退。福田引退後の2003年にまで及ぶ、公式戦11連敗（リーグ7戦+ナビスコ杯3戦+天皇杯1戦、引き分け挟まず）、12戦未勝利（その期間約6ヶ月）となった。
- 引退した福田の背番号（9）を受け継いだのは永井雄一郎である。しかし「背番号9」に染み付いた「ゴールゲッター」「チームの象徴」というイメージがあまりにも強く、当初はFWの選手たちが「9」を引き継ぐのをためらった、とも言われている。
- 現在でも浦和サポーターの間では根強い人気があり、中には「将来は浦和の監督に」という声もある。公式HPによれば福田自身も将来浦和の監督になることを希望しており、2007年6月にJクラブの監督になるために必要なS級ライセンスを取得した。ただし、福田本人からは監督の就任希望を発言したことはない（チーム・現監督に対して失礼に当たると本人が考えているため）[26]。
- 現役中は体調管理を厳密に行っており、真夏の炎天下の試合でも「体を冷やさないように」と熱い飲み物を飲んでいた。
- 浦和が2004年シーズン2ndステージで優勝した時には、テレビ埼玉の解説者として中継席にいた福田に向かってスタジアムの浦和サポーターから「GET GOAL FUKUDA !!」（現役当時の福田の応援）コールが沸き起こった。
- 少年時代は野球と柔道もやっていた（公式HPで少年時代は巨人ファンだったことを明かしている）。だが、柔道に関しては毎年冬に出てくるお汁粉が苦手だったため辞めてしまった。そのお汁粉嫌いの理由としては「こしあんは許せても、つぶあんは許せない」というものである。また、野球に関しては「続けていたら、今頃は巨人の2番でショートを守っていた」と語ったこともある。
- 現在、浦和のメインスポンサーでもあるトーシンパートナーズのイメージキャラクターも務めている。

## 所属クラブ
- 藤沢市大庭FC
- 藤沢市立大庭中学校
- 1982年-1985年 相模工業大学附属高校
- 1985年-1988年 中央大学
- 1989年-2002年 三菱重工/三菱自動車/浦和レッドダイヤモンズ

## 個人成績
| 国内大会個人成績 | 国内大会個人成績 | 国内大会個人成績 | 国内大会個人成績 | 国内大会個人成績 | 国内大会個人成績 | 国内大会個人成績 | 国内大会個人成績 | 国内大会個人成績 | 国内大会個人成績 | 国内大会個人成績 | 国内大会個人成績 |
| 年度             | クラブ           | 背番号           | リーグ           | リーグ戦         | リーグ戦         | リーグ杯         | リーグ杯         | オープン杯       | オープン杯       | 期間通算         | 期間通算         |
| 年度             | クラブ           | 背番号           | リーグ           | 出場             | 得点             | 出場             | 得点             | 出場             | 得点             | 出場             | 得点             |
| 日本             | 日本             | 日本             | 日本             | リーグ戦         | リーグ戦         | JSL杯/ナビスコ杯 | JSL杯/ナビスコ杯 | 天皇杯           | 天皇杯           | 期間通算         | 期間通算         |
| ---------------- | ---------------- | ---------------- | ---------------- | ---------------- | ---------------- | ---------------- | ---------------- | ---------------- | ---------------- | ---------------- | ---------------- |
| 1989-90          | 三菱             | 14               | JSL2部           | 26               | 36               | 1                | 0                | 0                | 0                | 27               | 36               |
| 1990-91          | 三菱             | 10               | JSL1部           | 18               | 7                | 0                | 0                | 2                | 0                | 20               | 7                |
| 1991-92          | 三菱             | 10               | JSL1部           | 15               | 7                | 0                | 0                | 3                | 2                | 18               | 9                |
| 1992             | 浦和             | -                | J                | -                | -                | 9                | 4                | 4                | 2                | 13               | 6                |
| 1993             | 浦和             | -                | J                | 27               | 4                | 0                | 0                | 2                | 3                | 29               | 7                |
| 1994             | 浦和             | -                | J                | 25               | 6                | 0                | 0                | 3                | 2                | 28               | 8                |
| 1995             | 浦和             | -                | J                | 50               | 32               | -                | -                | 3                | 2                | 53               | 34               |
| 1996             | 浦和             | -                | J                | 4                | 3                | 7                | 4                | 0                | 0                | 11               | 7                |
| 1997             | 浦和             | 9                | J                | 29               | 21               | 8                | 4                | 0                | 0                | 37               | 25               |
| 1998             | 浦和             | 9                | J                | 17               | 7                | 0                | 0                | 3                | 4                | 20               | 11               |
| 1999             | 浦和             | 9                | J1               | 23               | 13               | 4                | 0                | 2                | 1                | 29               | 14               |
| 2000             | 浦和             | 9                | J2               | 12               | 2                | 0                | 0                | 0                | 0                | 12               | 2                |
| 2001             | 浦和             | 9                | J1               | 14               | 2                | 3                | 0                | 4                | 0                | 21               | 2                |
| 2002             | 浦和             | 9                | J1               | 27               | 3                | 9                | 1                | 1                | 0                | 37               | 4                |
| 通算             | 日本             | 日本             | J1               | 216              | 91               | 40               | 13               | 22               | 14               | 278              | 118              |
| 通算             | 日本             | 日本             | J2               | 12               | 2                | 0                | 0                | 0                | 0                | 12               | 2                |
| 通算             | 日本             | 日本             | JSL1部           | 33               | 14               | 0                | 0                | 5                | 2                | 38               | 16               |
| 通算             | 日本             | 日本             | JSL2部           | 26               | 36               | 1                | 0                | 0                | 0                | 27               | 36               |
| 総通算           | 総通算           | 総通算           | 総通算           | 287              | 143              | 41               | 13               | 27               | 16               | 355              | 172              |

その他の公式戦
- 1991年
  - コニカカップ 5試合2得点
- Jリーグ初出場：1993年5月16日 対ガンバ大阪戦（万博）
- Jリーグ初得点：1993年6月9日 対鹿島アントラーズ戦（カシマ）
- JSL（1部）初出場：1990年11月25日 対ヤマハ戦（西が丘サッカー場）
- JSL（1部）初得点：1991年1月20日 対ヤンマー戦（西が丘サッカー場）
- JSL（2部）初出場：1989年8月8日 対住友金属戦（三菱重工業調布グラウンド）
- JSL（2部）初得点：1989年8月13日 対京都紫光クラブ戦（西京極総合運動公園競技場）

## 個人タイトル
- JSL2部得点王：1回（1989-90）
- J1リーグ得点王：1回（1995）
- Jリーグベストイレブン：1回（1995）
- アジアサッカー連盟（AFC）月間最優秀選手：1回（1995年11月）
- 功労選手賞：1回（2003）

## 代表歴
- 日本代表初出場：1990年7月27日 対韓国戦（北京）
- 日本代表初得点：1992年8月24日 対中国戦（北京）

### 試合数
- 国際Aマッチ 45試合 9得点（1990年 - 1995年）

| 日本代表 | 国際Aマッチ | 国際Aマッチ |
| 年       | 出場        | 得点        |
| -------- | ----------- | ----------- |
| 1990     | 5           | 0           |
| 1991     | 2           | 0           |
| 1992     | 8           | 3           |
| 1993     | 15          | 3           |
| 1994     | 0           | 0           |
| 1995     | 15          | 3           |
| 通算     | 45          | 9           |

### 出場
| No. | 開催日         | 開催都市       | スタジアム                                 | 対戦相手         | 結果        | 監督           | 大会                         |
| --- | -------------- | -------------- | ------------------------------------------ | ---------------- | ----------- | -------------- | ---------------------------- |
| 1.  | 1990年07月27日 | 北京           |                                            | 韓国             | ●0-2        | 横山謙三       | ダイナスティカップ           |
| 2.  | 1990年07月29日 | 北京           |                                            | 中華人民共和国   | ●0-1        | 横山謙三       | ダイナスティカップ           |
| 3.  | 1990年07月31日 | 北京           |                                            | 北朝鮮           | ●0-1        | 横山謙三       | ダイナスティカップ           |
| 4.  | 1990年09月26日 | 北京           |                                            | バングラデシュ   | ○3-0        | 横山謙三       | アジア大会                   |
| 5.  | 1990年09月28日 | 北京           |                                            | サウジアラビア   | ●0-2        | 横山謙三       | アジア大会                   |
| 6.  | 1991年06月02日 | 山形県         | 山形県総合運動公園陸上競技場               | タイ             | ○1-0        | 横山謙三       | キリンカップ                 |
| 7.  | 1991年07月27日 | 長崎県         | 長崎県立総合運動公園陸上競技場             | 韓国             | ●0-1        | 横山謙三       | 日韓定期戦                   |
| 8.  | 1992年08月22日 | 北京           |                                            | 韓国             | △0-0        | ハンス・オフト | ダイナスティカップ           |
| 9.  | 1992年08月24日 | 北京           |                                            | 中華人民共和国   | ○2-0        | ハンス・オフト | ダイナスティカップ           |
| 10. | 1992年08月26日 | 北京           |                                            | 北朝鮮           | ○4-1        | ハンス・オフト | ダイナスティカップ           |
| 11. | 1992年08月29日 | 北京           |                                            | 韓国             | △2-2(PK4-2) | ハンス・オフト | ダイナスティカップ           |
| 12. | 1992年11月01日 | 広島県         | 広島広域公園陸上競技場                     | 北朝鮮           | △1-1        | ハンス・オフト | アジアカップ                 |
| 13. | 1992年11月03日 | 広島県         | 広島広域公園陸上競技場                     | イラン           | ○1-0        | ハンス・オフト | アジアカップ                 |
| 14. | 1992年11月06日 | 広島県         | 広島県総合グランドメインスタジアム         | 中華人民共和国   | ○3-2        | ハンス・オフト | アジアカップ                 |
| 15. | 1992年11月08日 | 広島県         | 広島広域公園陸上競技場                     | サウジアラビア   | ○1-0        | ハンス・オフト | アジアカップ                 |
| 16. | 1993年03月07日 | 福岡県         | 東平尾公園博多の森陸上競技場               | ハンガリー       | ●0-1        | ハンス・オフト | キリンカップ                 |
| 17. | 1993年03月14日 | 東京都         | 国立霞ヶ丘競技場陸上競技場                 | アメリカ合衆国   | ○3-1        | ハンス・オフト | キリンカップ                 |
| 18. | 1993年04月08日 | 愛知県         | 神戸総合運動公園ユニバー記念競技場         | タイ             | ○1-0        | ハンス・オフト | ワールドカップ予選           |
| 19. | 1993年04月11日 | 東京都         | 国立霞ヶ丘競技場陸上競技場                 | バングラデシュ   | ○8-0        | ハンス・オフト | ワールドカップ予選           |
| 20. | 1993年04月15日 | 東京都         | 国立霞ヶ丘競技場陸上競技場                 | スリランカ       | ○5-0        | ハンス・オフト | ワールドカップ予選           |
| 21. | 1993年04月18日 | 東京都         | 国立霞ヶ丘競技場陸上競技場                 | アラブ首長国連邦 | ○2-0        | ハンス・オフト | ワールドカップ予選           |
| 22. | 1993年04月28日 | ドバイ         |                                            | タイ             | ○1-0        | ハンス・オフト | ワールドカップ予選           |
| 23. | 1993年04月30日 | ドバイ         |                                            | バングラデシュ   | ○4-1        | ハンス・オフト | ワールドカップ予選           |
| 24. | 1993年05月05日 | ドバイ         |                                            | スリランカ       | ○6-0        | ハンス・オフト | ワールドカップ予選           |
| 25. | 1993年05月07日 | アル・アイン   |                                            | アラブ首長国連邦 | △1-1        | ハンス・オフト | ワールドカップ予選           |
| 26. | 1993年10月04日 | 東京都         | 国立霞ヶ丘競技場陸上競技場                 | コートジボワール | ○1-0(延長)  | ハンス・オフト | アフロ・アジア選手権         |
| 27. | 1993年10月15日 | ドーハ         |                                            | サウジアラビア   | △0-0        | ハンス・オフト | ワールドカップ予選           |
| 28. | 1993年10月18日 | ドーハ         |                                            | イラン           | ●1-2        | ハンス・オフト | ワールドカップ予選           |
| 29. | 1993年10月25日 | ドーハ         |                                            | 韓国             | ○1-0        | ハンス・オフト | ワールドカップ予選           |
| 30. | 1993年10月28日 | ドーハ         |                                            | イラク           | △2-2        | ハンス・オフト | ワールドカップ予選           |
| 31. | 1995年01月06日 | リヤド         |                                            | ナイジェリア     | ●0-3        | 加茂周         | インターコンチネンタル選手権 |
| 32. | 1995年01月08日 | リヤド         |                                            | アルゼンチン     | ●1-5        | 加茂周         | インターコンチネンタル選手権 |
| 33. | 1995年02月15日 | シドニー       |                                            | オーストラリア   | ●1-2        | 加茂周         | 国際親善試合                 |
| 34. | 1995年02月21日 | 香港           |                                            | 韓国             | △1-1        | 加茂周         | ダイナスティカップ           |
| 35. | 1995年02月26日 | 香港           |                                            | 韓国             | △2-2(PK5-3) | 加茂周         | ダイナスティカップ           |
| 36. | 1995年05月21日 | 広島県         | 広島広域公園陸上競技場                     | スコットランド   | △0-0        | 加茂周         | キリンカップ                 |
| 37. | 1995年05月28日 | 東京都         | 国立霞ヶ丘競技場陸上競技場                 | エクアドル       | ○3-0        | 加茂周         | キリンカップ                 |
| 38. | 1995年06月03日 | ロンドン       |                                            | イングランド     | ●1-2        | 加茂周         | アンブロカップ               |
| 39. | 1995年06月06日 | リバプール     |                                            | ブラジル         | ●0-3        | 加茂周         | アンブロカップ               |
| 40. | 1995年06月10日 | ノッティンガム |                                            | スウェーデン     | △2-2        | 加茂周         | アンブロカップ               |
| 41. | 1995年08月06日 | 京都府         | 京都市西京極総合運動公園陸上競技場兼球技場 | コスタリカ       | ○3-0        | 加茂周         | 国際親善試合                 |
| 42. | 1995年08月09日 | 東京都         | 国立霞ヶ丘競技場陸上競技場                 | ブラジル         | ●1-5        | 加茂周         | サン・スパークカップ         |
| 43. | 1995年09月20日 | 東京都         | 国立霞ヶ丘競技場陸上競技場                 | パラグアイ       | ●1-2        | 加茂周         | デサント・アディダスマッチ   |
| 44. | 1995年10月24日 | 東京都         | 国立霞ヶ丘競技場陸上競技場                 | サウジアラビア   | ○2-1        | 加茂周         | デサント・アディダスマッチ   |
| 45. | 1995年10月28日 | 愛媛県         | 愛媛県総合運動公園陸上競技場               | サウジアラビア   | ○2-1        | 加茂周         | デサント・アディダスマッチ   |

### 得点数
| # | 年月日        | 開催地                   | 対戦国                 | スコア    | 結果 | 試合概要                    |
| - | ------------- | ------------------------ | ---------------------- | --------- | ---- | --------------------------- |
| 1 | 1992年8月24日 | 中華人民共和国、北京     | 中国                   | 2-0       | 勝利 | ダイナスティカップ1992      |
| 2 | 1992年8月26日 | 中華人民共和国、北京     | 朝鮮民主主義人民共和国 | 4-1       | 勝利 | ダイナスティカップ1992      |
| 3 | 1992年11月6日 | 日本、広島市             | 中国                   | 3-2       | 勝利 | AFCアジアカップ1992         |
| 4 | 1993年4月11日 | 日本、東京               | バングラデシュ         | 8-0       | 勝利 | 1994 FIFAワールドカップ予選 |
| 5 | 1993年4月11日 | 日本、東京               | バングラデシュ         | 8-0       | 勝利 | 1994 FIFAワールドカップ予選 |
| 6 | 1993年4月30日 | アラブ首長国連邦、ドバイ | バングラデシュ         | 4-1       | 勝利 | 1994 FIFAワールドカップ予選 |
| 7 | 1995年2月26日 | 香港                     | 韓国                   | 2-2 PK5-3 | 引分 | ダイナスティカップ1995      |
| 8 | 1995年8月6日  | 日本、京都市             | コスタリカ             | 3-0       | 勝利 | 親善試合                    |
| 9 | 1995年8月9日  | 日本、東京               | ブラジル               | 1-5       | 敗戦 | 親善試合                    |

## 指導歴
- 2003年-2007年 浦和レッドダイヤモンズ・ハートフルクラブ コーチ
- 2003年 日本サッカー協会 アンバサダー
- 2008年-2010年 浦和レッドダイヤモンズ コーチ

## 関連情報

### 著書
- 『決定力 なぜ日本人は点が取れないのか』集英社、2007年 ISBN 978-4089070147

### ビデオ
- 『疾風伝説』1994年
- 『Masahiro Fukuda No.9』2003年

### CM
選手時代
- 埼玉縣信用金庫
- ゆうパック
- 三菱・パジェロ

引退後
- ノバルティスファーマ・テルビナフィンAT
- ファミリー引越センター (2006-2008年）
- エコ計画
- コロプラ「白猫プロジェクト」（2015年）[27]

### テレビ
- 報道ステーション（2004年4月 - 2008年1月、テレビ朝日系列）
- スーパーサッカー（2006年1月 - 3月、TBS系列）
  - スーパーサッカー J+（2017年4月 - 9月、BS-TBS）
- やじうまテレビ!→グッド!モーニング（2013年4月1日 - 2024年9月、テレビ朝日系列）月曜レギュラー
- テレビスポーツ教室 サッカー（5）フィニッシャーへの道（2014年6月8日、NHK Eテレ） - 講師

### ウェブ番組
- 『F.Chan TV』第26回 - ゲストコメンテーター

### ゲーム
- ワールドサッカー ウイニングイレブン 2009、ワールドサッカー ウイニングイレブン 2010、ワールドサッカー ウイニングイレブン 2013（解説）